# Ropalidia mackayensis
Ropalidia mackayensis är en getingart som beskrevs av Richards 1978. Ropalidia mackayensis ingår i släktet Ropalidia och familjen getingar. Inga underarter finns listade i Catalogue of Life.